# Viviennea whitei
Viviennea whitei là một loài bướm đêm thuộc phân họ Arctiinae, họ Erebidae.